# Acido ciclossilico
Acido ciclossilico, o acido cis-2-idrossi-2-fenilcicloesancarbossilico, è un composto chimico di formula C13H16O3.

## Caratteristiche strutturali e fisiche
| N. di atomi pesanti                  | 16              |
| N. di donatori di legami a idrogeno  | 2               |
| N. di accettori di legami a idrogeno | 3               |
| N. di legami ruotabili               | 2               |
| N. di elementi stereogenici          | 2               |
| Massa monoisotopica                  | 220,109944368 u |
| Superficie polare                    | 57,5 Å²         |

È un acido 2-idrossi-2-fenilcicloesanecarbossilico che possiede una stereoconfigurazione (1S,2R). Il composto risulta solubile in DMSO.

## Sintesi del composto
25 g di 2-idrossi-metilcicloesanone diluiti in 20 cc di etere vengono versati in un recipiente contenente una sospensione eterea di fenilmagnesio bromuro preparata da 19,6 g di magnesio e 128 g di bromobenzene in 300 cc di etere secondo le tecniche usuali mescolando e raffreddando esternamente con ghiaccio. La miscela viene agitata per un po' di tempo, quindi il composto di magnesio viene decomposto versandolo con cautela in acqua e ghiaccio. L'idrossido di magnesio viene disciolto in 50 cc di una soluzione satura di cloruro di ammonio, la porzione eterea viene separata e la porzione acquosa viene estratta ulteriormente con etere.
Gli estratti eterei raccolti e asciugati vengono evaporati e il residuo distillato sotto vuoto con produzione di 15 g di un olio denso con un punto di ebollizione a 0,1 - 0,2 mmHg di 127 - 135 °C. Questo prodotto viene cristallizzato dissolvendolo in etere e ricristallizzandolo con etere di petrolio, producendo 7 g di 1-fenil-2-idrossi-etilene-1-cicloesanolo, con un punto di fusione (Kofler) di 81 - 83 °C.
Il prodotto ottenuto viene essiccato e finemente polverizzato, quindi sospeso in 1,4 litri di una soluzione acquosa di 14 g di KMnO4 e 7 g di Na2CO3, e la sospensione viene agitata accuratamente per un giorno. Dopo filtrazione dell'MnO2 così formato, viene aggiunta una piccola quantità di Na2SO3 fino a far scomparire la colorazione viola. L'MnO2 viene nuovamente filtrato e la soluzione alcalina viene acidificata con HCl concentrato.
Dopo un giorno in frigorifero, il prodotto viene filtrato e lavato con acqua, ottenendo così 5 g di acido 2-fenil-2-idrossi-cicloesancarbonico, con un punto di fusione (Kofler) di 143 - 145 °C.

## Reattività e caratteristiche chimiche
Si tratta di un acido di Brønsted.

## Farmacologia e tossicologia

### Effetti del composto e usi clinici
L'acido ciclossilico, un farmaco idrocoleretico, riduce la saturazione del colesterolo biliare senza interferire con l'assorbimento intestinale del colesterolo né con la sintesi epatica di colesterolo e acidi biliari. Il meccanismo attraverso il quale l'acido cicloxilico antagonizza la secrezione biliare litogenica è ancora sconosciuto. Tuttavia, la maggior parte delle evidenze sostiene l'ipotesi di una relazione tra gli effetti coleretici e antilitogenici di questo farmaco.
Poiché l'acido ciclossilico è sicuro, economico e riduce la saturazione del colesterolo biliare, potrebbe avere un ruolo nel trattamento dei calcoli biliari, sia in associazione con gli acidi biliari litolitici sia nella prevenzione della formazione di calcoli in popolazioni ad alto rischio (diabetici, obesi, iperlipidemici, ecc.).